# Turdoides aylmeri
El turdoide de Aylmer (Turdoides aylmeri) es una especie de ave paseriforme de la familia Leiothrichidae propia de África oriental.

## Distribución y hábitat
Se encuentra únicamente en África oriental, distribuido por Etiopía, Somalia, Kenia y Tanzania. Su hábitat natural son las zonas de matorral seco.